# هیوندای استیل
هیوندای استیل (به انگلیسی: Hyundai Steel) شرکت فولاد کره‌ای است، که در سال ۱۹۵۳ توسط چانگ جو-یانگ (بنیانگذار گروه هیوندایی) تأسیس شد. هیوندای استیل هم‌اکنون قدیمی‌ترین شرکت فولاد کره جنوبی است و به‌عنوان هفدهمین فولادساز بزرگ جهان شناخته می‌شود.
شرکت هیوندای استیل دارای ۶ کارخانه فولادسازی است، که ۵ کارخانه در کره جنوبی و در شهرهای اینچئون، دانگ‌جین و پوهانگ قرار دارند و یک کارخانه فولادسازی آن نیز در چانگدو، چین مستقر می‌باشد.
دفاتر مرکزی این شرکت در شهرهای سئول و اینچئون، کره جنوبی قرار دارند و بخشی از سهام آن در بازار بورس کره دادوستد می‌شود.